# Contea di Valley (Montana)
La contea di Valley (in inglese Valley County) è una contea del Montana, negli Stati Uniti. Il suo capoluogo amministrativo è Glasgow.

## Geografia fisica
La contea ha un'area di 13.110 km² di cui il 2,79% è coperto d'acqua.

### Contee e municipalità confinanti
- Municipalità rurale di Mankota n. 45 (Saskatchewan, Canada) - nord
- Municipalità rurale di Waverley n. 44 (Saskatchewan, Canada) - nord
- Municipalità rurale di Old Post n. 43 (Saskatchewan, Canada) - nord
- Contea di Daniels - nord-est
- Contea di Roosevelt - est
- Contea di McCone - sud-est
- Contea di Garfield - sud
- Contea di Phillips - ovest

## Storia
La contea di Valley venne istituita il 6 febbraio 1863.

## Città principali
- Fort Peck - town
- Frazer - town
- Glasgow (capoluogo) - city
- Hinsdale - town
- Nashua - town
- Opheim - town
- St. Marie - cdp

## Strade principali
- U.S. Route 2
- Montana Highway 24
- Montana Highway 117

## Società

### Evoluzione demografica

Situazione demografica

Abitanti censiti (migliaia)

## Musei
- Valley County Pioneer Museum, su valleycountymuseum.com.